# Astrid Henning-Jensen
Astrid Henning-Jensen (* 10. Dezember 1914 in Kopenhagen als Astrid Smahl; † 5. Januar 2002 ebenda) war eine dänische Regisseurin und Drehbuchautorin.

## Leben
Henning-Jensen begann ihre Karriere als Schauspielerin am Theater. 1941 begann sie, bei der Filmproduktionsfirma Nordisk zu arbeiten. Mit ihrem Mann Bjarne Henning-Jensen, den sie am Theater kennengelernt und 1938 geheiratet hatte, inszenierte Henning-Jensen Filme wie „Ditte – ein Menschenkind“ (1946) und „Verflixte Rangen“ (1947). 1949 führte sie erstmals alleine Regie und gewann mit „Palle allein auf der Welt“ den Preis für den besten Kurzfilm auf den Internationalen Filmfestspielen von Cannes. Ihr Spielfilm Pao aus dem Dschungel war bei den Oscars 1960 als „Bester fremdsprachiger Film“ nominiert. Der nächste große Erfolg gelang ihr 1979, als sie auf den Internationalen Filmfestspielen in Berlin den Silbernen Bären für die Regie des Films Winterkinder gewann. 1981 saß Henning-Jensen in der Jury der Internationalen Filmfestspiele Berlin.

## Filmografie (Auswahl)

### Regisseurin
- 1941: Cykledrengene i Tørvegraven
- 1947: Verflixte Rangen (De pokkers unger)
- 1948: Kristinus Bergmann
- 1949: Palle allein auf der Welt (Palle alene i verden)
- 1951: Kranes Konditori
- 1952: Ukjent mann
- 1959: Pao aus dem Dschungel (Paw)
- 1961: Einer unter vielen (Een blandt mange)
- 1978: Winterkinder (Vinterbørn)
- 1980: Der Augenblick (Øjeblikket)
- 1986: Straße der Kindheit (Barndommens gade)
- 1996: Bella, min Bella

### Als Drehbuchautorin
- 1956: Nye venner
- 1962: Aller Nächte Sehnsucht (Kort är sommaren)
- 1966: Untreue (Utro)

### Darstellerin
- 1984: The Element of Crime (Forbrydelsens element)

## Auszeichnungen
- Internationale Filmfestspiele von Cannes 1949: Preis „Bester Kurzfilm“ für Palle allein auf der Welt
- Internationale Filmfestspiele von Cannes 1960: Nominierung für die Goldene Palme für Pao aus dem Dschungel
- Internationale Filmfestspiele von Cannes 1960: Prix Vulcain de l’artiste technicien für Pao aus dem Dschungel
- Oscarverleihung 1960: Nominierung „Bester fremdsprachiger Film“ für Pao aus dem Dschungel
- Internationale Filmfestspiele Berlin 1979: Silberner Bär für Winterkinder
- Internationale Filmfestspiele Berlin 1996: Berlinale Kamera